# ایزیلی (آیووا)
ایزیلی (به انگلیسی: Easley) یک منطقهٔ مسکونی در ایالات متحده آمریکا است که در آیووا واقع شده‌است. ایزیلی ۳۴۹٫۰ متر بالاتر از سطح دریا قرار دارد.